# Kateryna Lagno
Kateryna Lagno ou Kateryna Lahno (en ukrainien : Катерина Олександрівна Лагно ; en russe : Екатерина Александровна Лагно), née le 27 décembre 1989 à Lviv en Ukraine, est une joueuse d'échecs ukrainienne, devenue citoyenne russe en juillet 2014.
Grand maître international mixte (GMI) depuis 2007, elle devient en 2002 la femme la plus jeune à avoir jamais obtenu le titre de Grand maître international féminin (GMF). En avril 2014, elle change de fédération et rejoint la fédération russe, pour laquelle elle joue lors de l'Olympiade d'échecs de 2014 à Tromsø gagnant la médaille d'or avec son équipe et trois fois la victoire au championnat d'Europe par équipes avec la Russie.
Kateryna Lagno remporta le championnat du monde de blitz féminin à trois reprises (en 2010, 2018 et 2019) et fut finaliste du championnat du monde d'échecs féminin en novembre 2018.
Au 1er mars 2019, avec un classement Elo de 2 559 points, elle est la 4e joueuse mondiale et le 391e joueur mondial au classement mixte.

## Biographie et carrière

### Enfance
Née à Lviv, Kateryna Lagno a vécue dans la ville de Kramatorsk.

### Premiers succès
En 2002, Kateryna Lagno obtient le titre FIDE de grand maître international féminin à l'âge de 12 ans, 4 mois et deux jours, battant ainsi le record de précocité pour ce titre antérieurement détenu par Judit Polgár.
En 2003, elle gagne un tournoi toutes rondes à Kramatorsk en obtenant 1 point de plus que ses poursuivants dont trois GMI. Cela lui vaut une performance Elo de 2 622. En 2004, au championnat du monde féminin elle est éliminée au troisième tour par Ekaterina Kovalevskaïa.

### Championne d'Europe
En 2005, Kateryna Lagno est championne d'Europe à Chișinău (Moldavie). Arrivée première ex æquo avec la maître internationale russe Nadejda Kosintseva sur le score de 9/12, Lagno gagne les deux parties rapides du départage, ce qui lui assure la victoire. Le 1er août 2006, elle gagne la quatrième « North Urals Cup » avec 7/9 points (5 gains et 4 nulles) et une performance Elo de 2 699.
Le 4 mai 2008, elle devient championne d'Europe pour la deuxième fois.

### Championne du monde de blitz

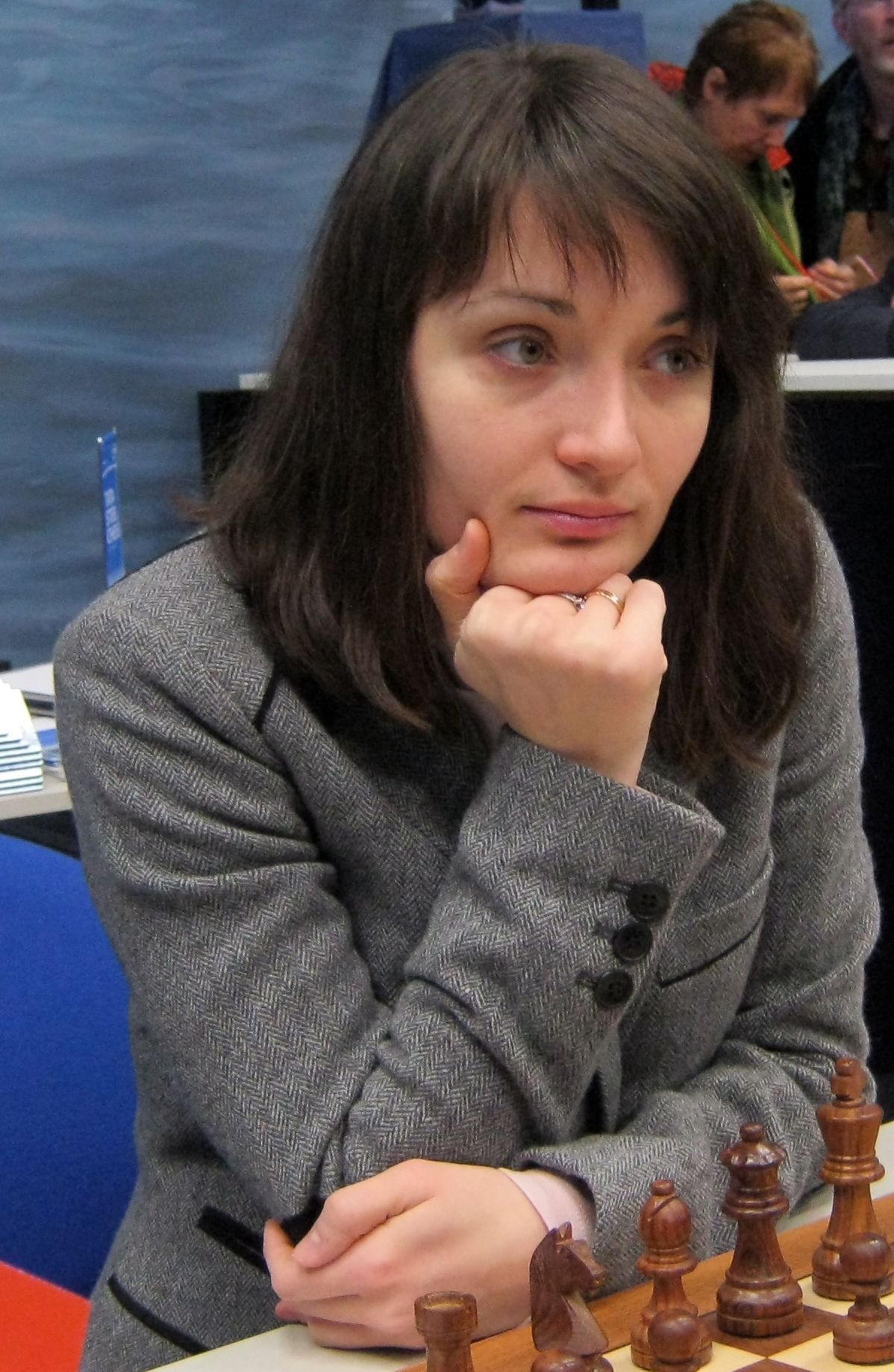
Kateryna Lagno en 2012.

Le 18 septembre 2010, Kateryna Lagno remporte le championnat du monde féminin de blitz à Moscou avec le score de 20/30.
En décembre 2018 à Saint-Pétersbourg, elle remporte le championnat du monde de blitz, invaincue en 17 rondes, un record[réf. souhaitée]. Elle conserve son titre à Moscou en décembre 2019.

### Compétitions par équipes
En 2012, Kateryna Lagno fait partie de l'équipe nationale ukrainienne à l'Olympiade d'échecs féminine d'Istanbul où son équipe finit troisième.
En 2013, à Varsovie, elle fait partie de l'équipe d'Ukraine championne d'Europe d'échecs féminine par équipes dont elle est premier échiquier.
En 2014, elle participe à l'Olympiade d'échecs à Tromsø dans l'équipe féminine représentant la Russie. Son équipe, dont elle est premier échiquier, remporte la médaille d'or. Son changement d'équipe nationale, annoncé par un site russe, est confirmé par le président du conseil d'administration de la fédération d’échecs de Russie le 29 avril 2014. Il semble que le fait qu'elle soit entrainée par des entraîneurs russes, notamment le grand maître Ruslan Scherbakov, ait joué un rôle dans cette décision et qu'elle souhaitait ce changement depuis un assez long moment. En juillet 2014, elle reçoit la citoyenneté russe par décret signé par le président russe Vladimir Poutine,. La fédération russe aurait payé la somme de 5 000 euros, plus 20 000 euros de compensations à la fédération ukrainienne d'échecs pour ce transfert. La fédération russe a tenu à préciser qu'il ne s'agissait pas « [d']un remplacement des sœurs Kosintseva (Nadejda et Tatiana). »

### Championnats du monde et coupes du monde
En novembre 2018, au championnat du monde d'échecs féminin (système coupe avec 64 joueuses au départ) à Khanty-Mansiïsk en Russie, Kateryna Lagno accède à la finale après avoir battu successivement Nikki February Jesse (Afrique du sud), Hoang Thanh Trang, Natalia Pogonina, Lei Tingjie et Mariya Mouzytchouk. Du 19 au 22 novembre 2018, elle affronte au cours de la finale en quatre parties classiques la championne du monde en titre Ju Wenjun. Au terme des quatre parties classiques, avec 2 points chacune (½-½ ; 1-0 ; ½-½ ; 0-1), les deux joueuses sont départagées en parties rapides. À égalité après deux parties en 25 minutes + 10 s par coup, Ju Wenjun remporte finalement les deux parties rapides en 10 minutes + 10 s par coup, conservant son titre mondial.
| Année | Lieu                                        | Résultat                                             | Ultime adversaire                                    | Adversaires battues                                                              |
| ----- | ------------------------------------------- | ---------------------------------------------------- | ---------------------------------------------------- | -------------------------------------------------------------------------------- |
| 2004  | Elista                                      | troisième tour                                       | Ekaterina Kovalevskaïa                               | Luciana Morales Mendoza Ekaterina Polovnikova                                    |
| 2006  | Iekaterinbourg, Russie                      | premier tour                                         | Karen Zapata                                         |                                                                                  |
| 2010  | Hatay, Turquie                              | quart de finale (quatrième tour)                     | Hou Yifan                                            | Kubra Ozturk Hoang Thanh Trang, Huang Qian                                       |
| 2012  | Khanty-Mansiïsk, Russie                     | deuxième tour                                        | Lela Javakhichvili                                   | Mona Khaled                                                                      |
| 2018  | Khanty-Mansiïsk                             | Finaliste                                            | Ju Wenjun                                            | Jesse February Hoang Thanh Trang Natalia Pogonina Lei Tingjie Mariya Mouzytchouk |
| 2019  | Kazan, Russie                               | 3e-4e du tournoi des candidates avec 7 points sur 14 | 3e-4e du tournoi des candidates avec 7 points sur 14 | Tan Zhongyi Mariya Mouzytchouk                                                   |
| 2022  | Khiva, Ouzbékistan (tournoi des candidates) | quart de finale                                      | Tan Zhongyi                                          |                                                                                  |

| Année | Lieu    | Résultat        | Ultime adversaire | Adversaires battues                                        |
| ----- | ------- | --------------- | ----------------- | ---------------------------------------------------------- |
| 2021  | Sotchi  | quart de finale | Tan Zhongyi       | Teodora Injac Batkhuyagiin Möngöntuul Bibisara Assaubayeva |
| 2025  | Batoumi | quatrième tour  | Dronavalli Harika | Anastasía Avramídou Vantika Agrawal                        |

### Vie privée
Kateryna Lagno épouse le 25 février 2009 à Besançon le grand maître français Robert Fontaine. Le couple a un fils en 2010, Sacha, mais divorce par la suite. Elle épouse ensuite le grand maître russe Aleksandr Grichtchouk.

## Titres individuels
- En 2007, Kateryna Lagno devient la 11e femme à obtenir le titre de grand maître international (mixte).
- Championne du monde de blitz en 2010 à Moscou et en 2018 à Saint-Pétersbourg[21].
- Championne du monde en parties rapides en 2014 à Khanty-Mansiïsk[22].
- Finaliste du championnat du monde d'échecs féminin en 2018.
- En septembre 2022, Kateryna Lagno remporte le Grand Prix FIDE d'Astana devant Aleksandra Goryachkina.

### Médailles par équipes
- Olympiade d'échecs de 2012 : médaille de bronze pour l'équipe féminine d'Ukraine.
- Olympiade d'échecs de 2014 : médaille d'or pour l'équipe féminine de Russie.
- Championne d'Europe par équipes en 2013 (équipe féminine d'Ukraine), 2015, 2017 et 2019 (équipe de Russie).
- Championne du monde par équipes en 2013 (équipe féminine d'Ukraine) et 2017 (équipe de Russie).